# Rio Rita
Rio Rita – amerykański film komediowy z 1942 z udziałem znanego w tamtych czasach duetu komików Abbott i Costello.

## Fabuła
Nazistowscy szpiedzy przeniknęli do hotelu Vista del Rio. Planują wykorzystać audycję radiową słynnego gościa, Ricardo Montera (John Carroll) do przesyłania zakodowanych wiadomości do kohort. Doc (Bud Abbott) i Wishy (Lou Costello) są pasażerami bez biletu w samochodzie Montera, którzy kradną kosz z jabłkami które okazują się miniaturowymi radiami wykorzystywanymi przez szpiegów. Rita Winslow (Kathryn Grayson) zakochana w Monterze. W całą sytuację zostają wplątani Doc i Wishy.

## Obsada
- Bud Abbott jako Doc
- Lou Costello jako Wishy
- Kathryn Grayson jako Rita Winslow
- John Carroll jako Ricardo Montera